# Öhrchen-Gänsekresse
Die Öhrchen-Gänsekresse (Arabis auriculata) ist eine Pflanzenart aus der Gattung der Gänsekressen (Arabis) innerhalb der Familie der Kreuzblütler (Brassicaceae). Sie ist in Eurasien und Nordafrika weitverbreitet.

## Beschreibung

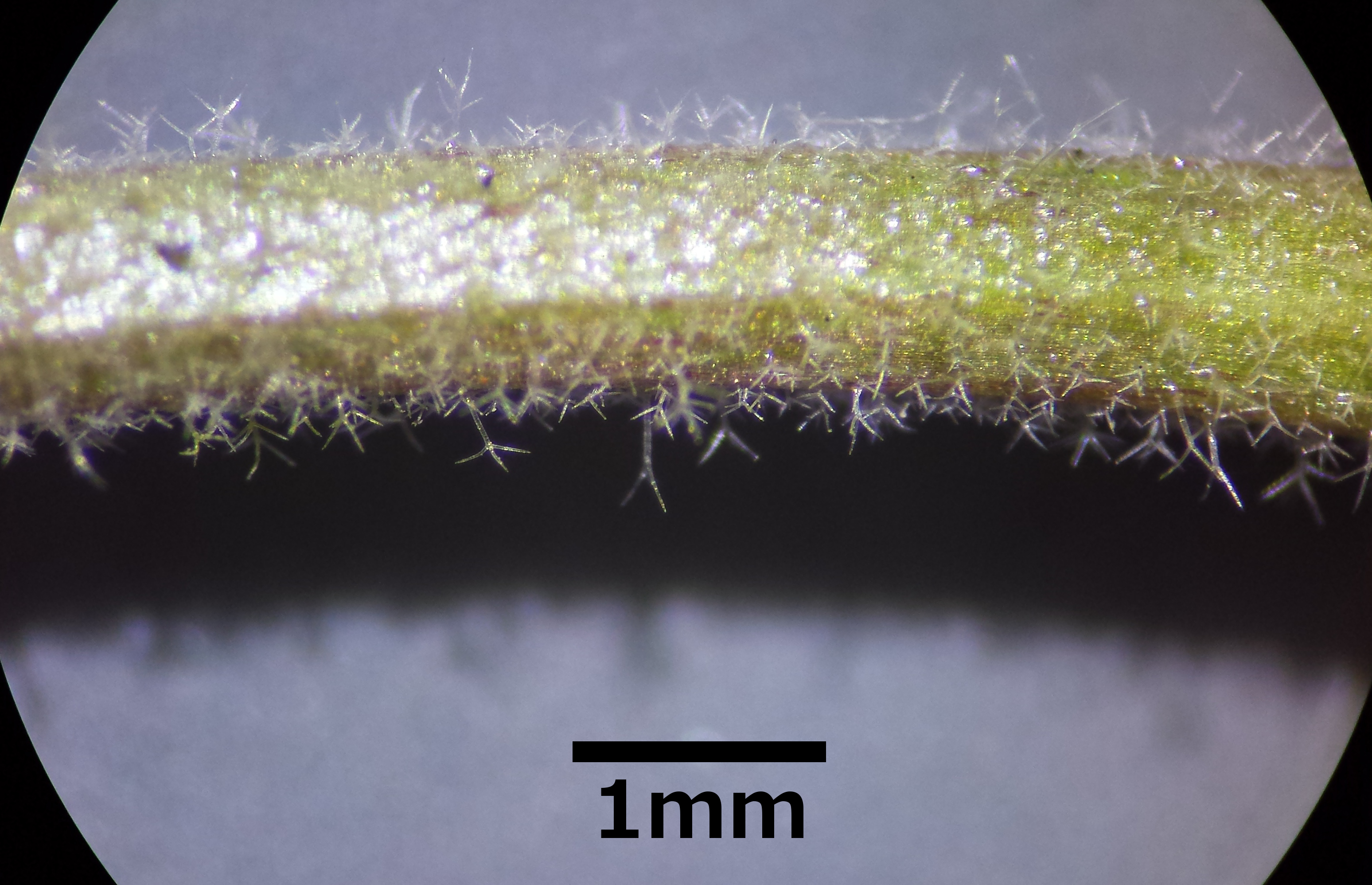
Stängel mit verzweigten Haaren

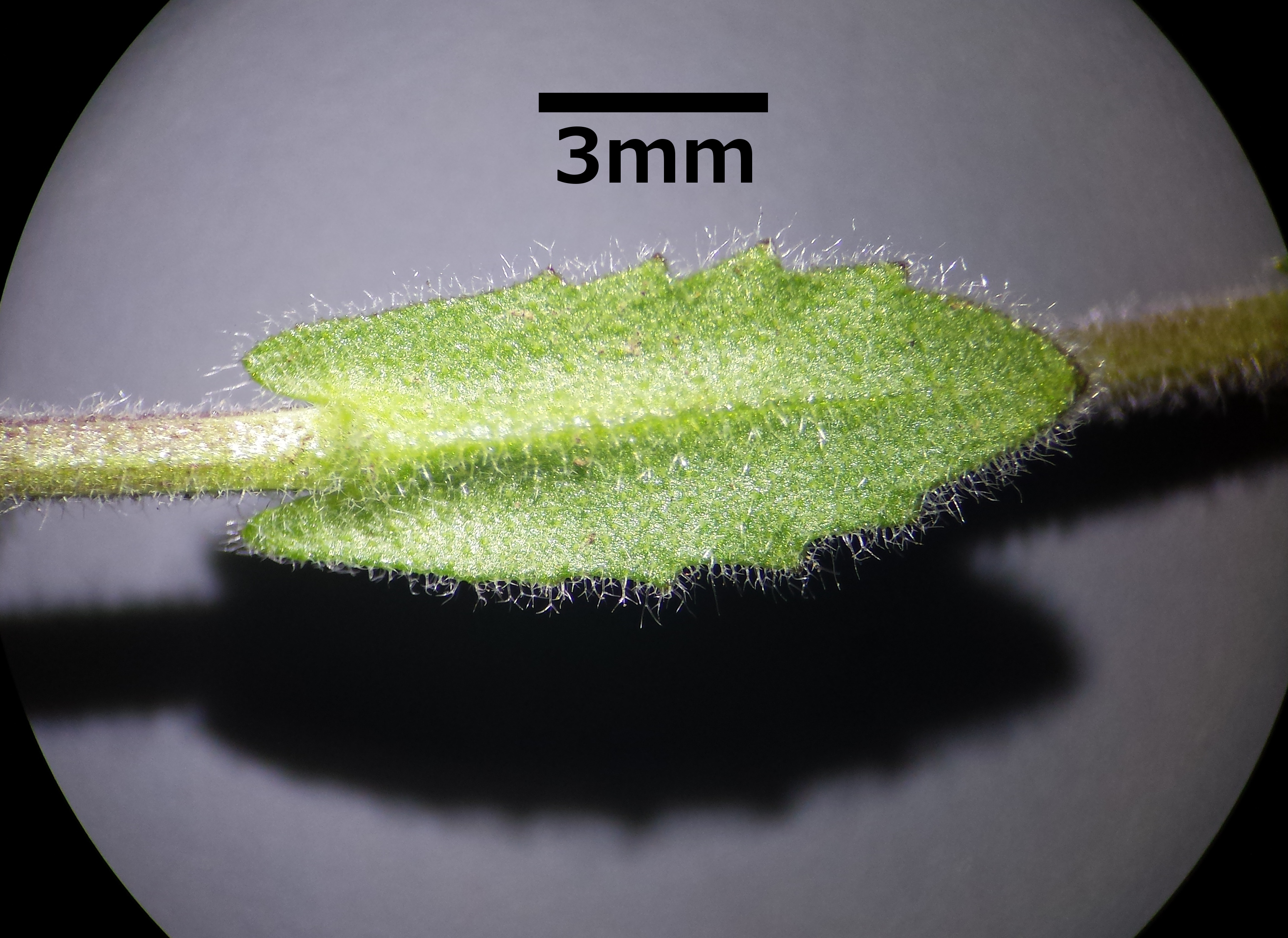
Geöhrtes Stängelblatt

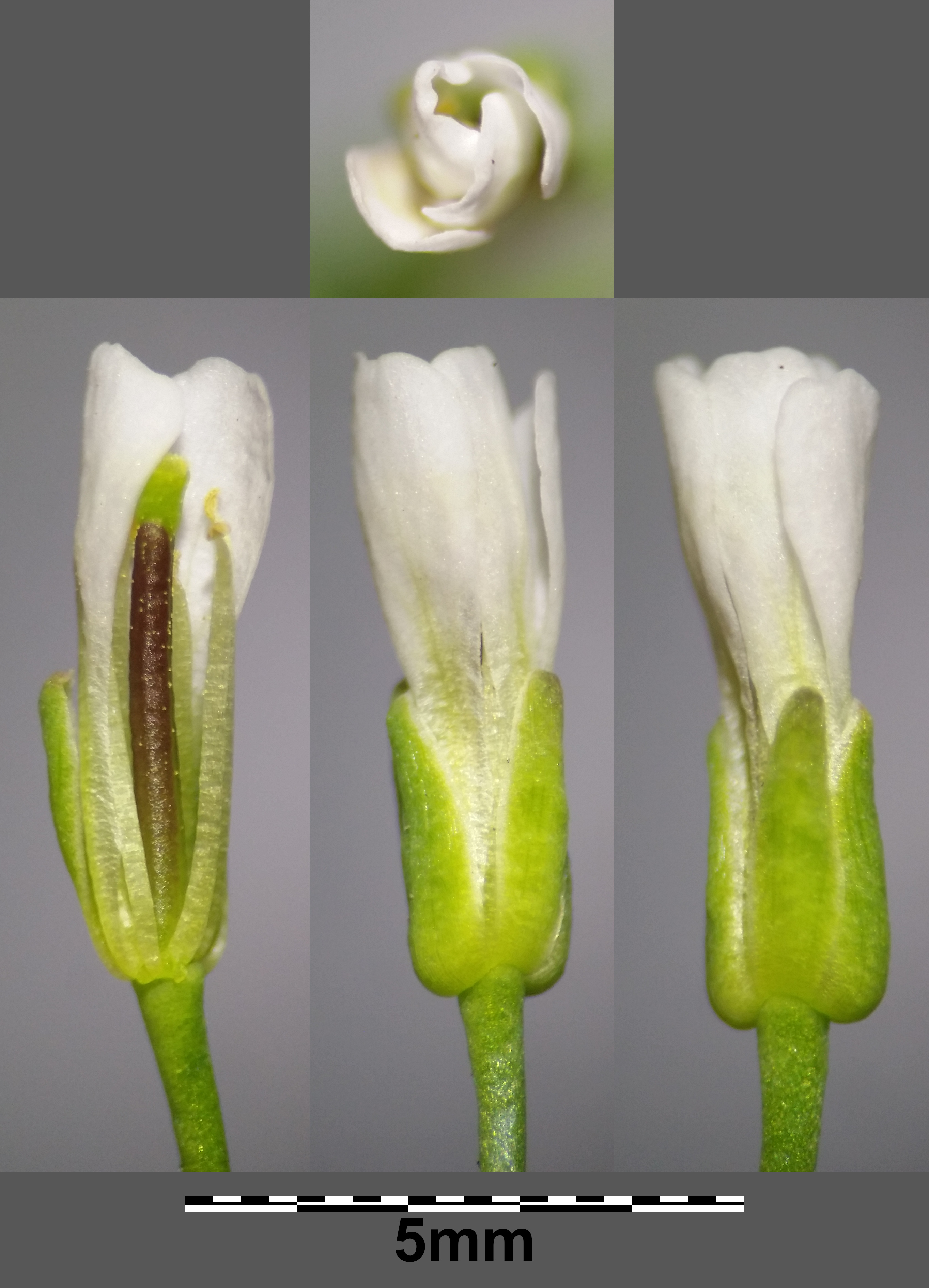
Blüten im Detail

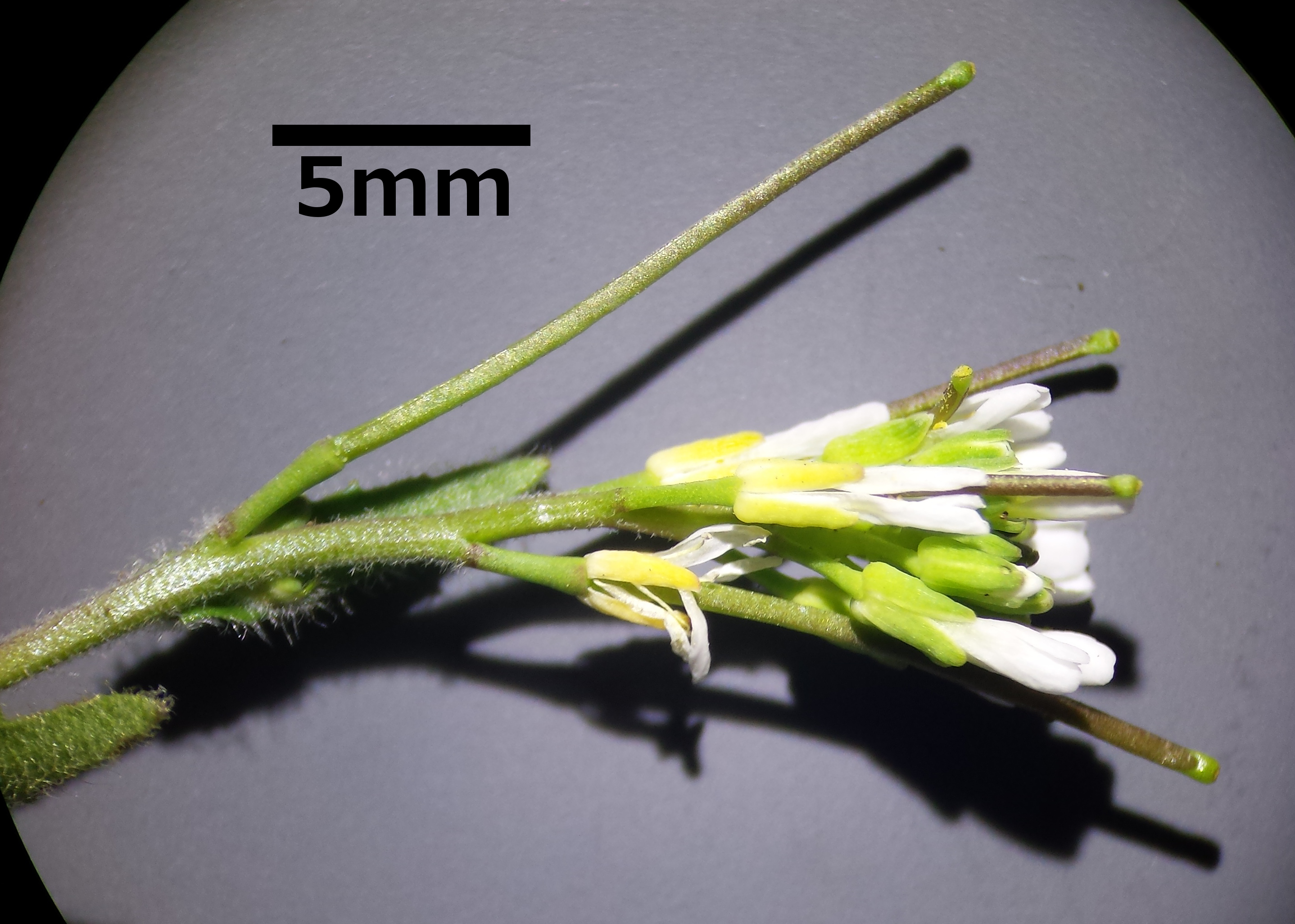
Blütenstand mit Blüten und junger Frucht

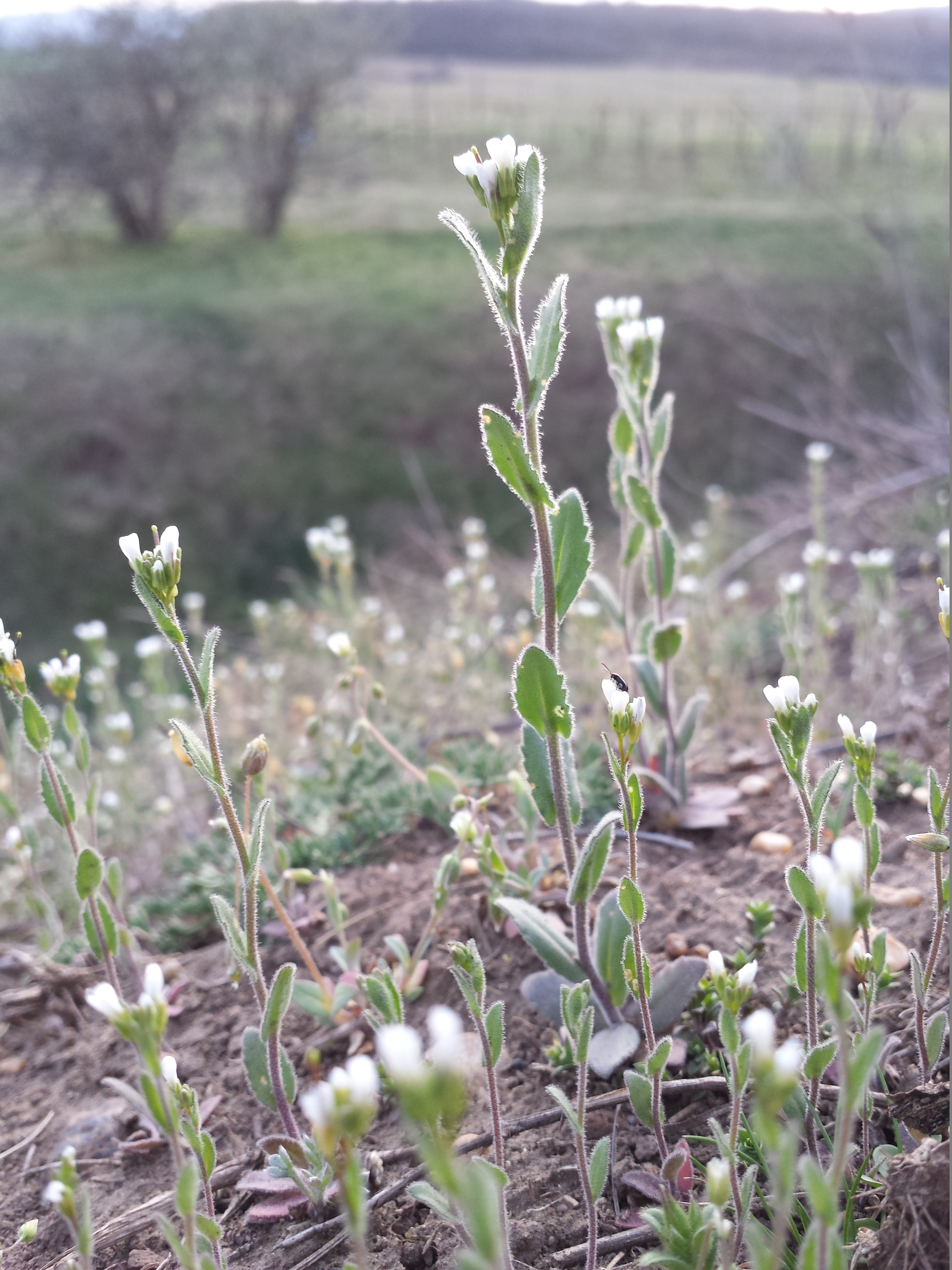
Habitus in Frühlingsannuellenflur auf einem Trockenrasen bei Wien

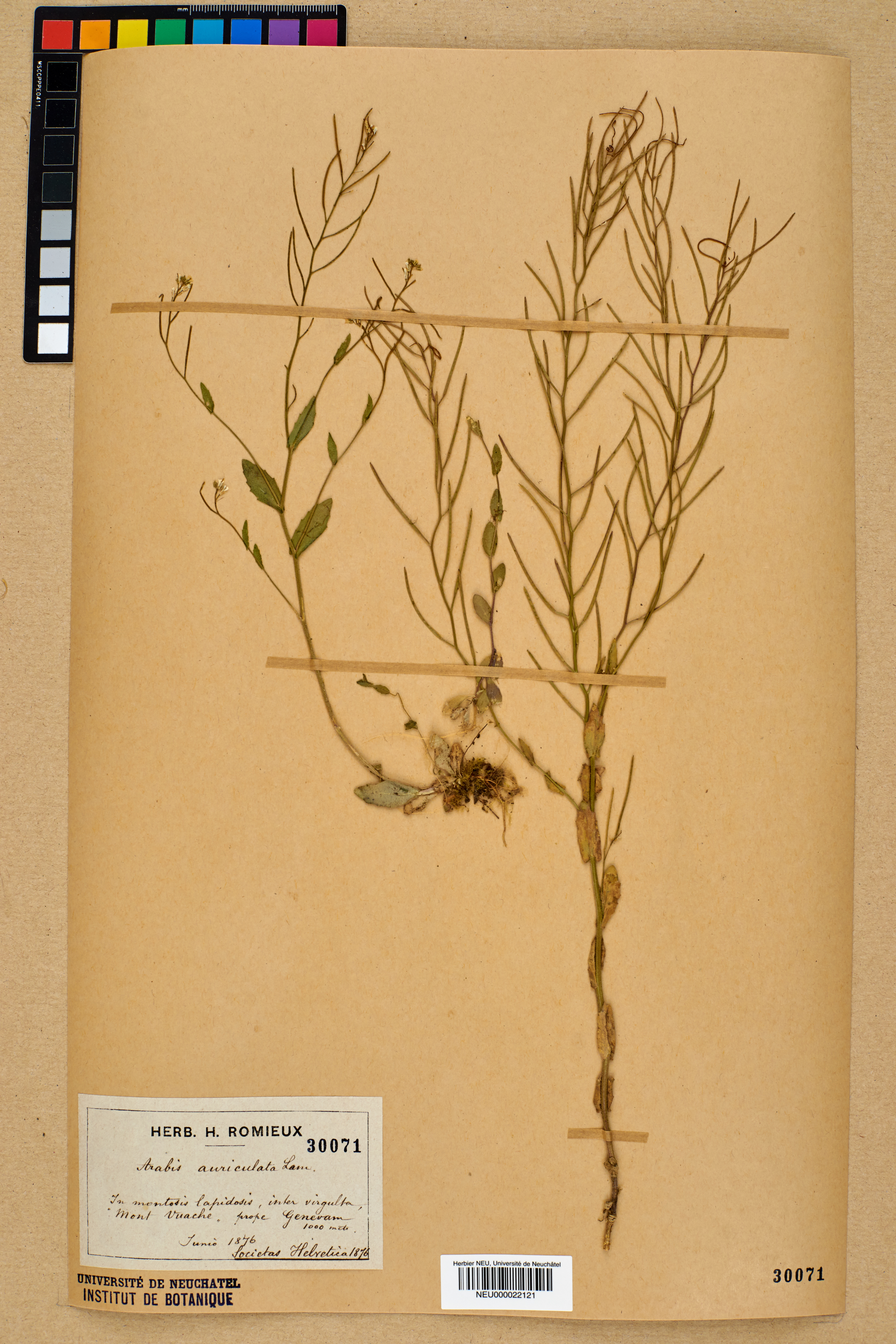
Herbarbeleg mit Habitus, Laubblättern und Früchten (Bitte kein Pflanzenmaterial aus Naturbeständen entnehmen)

### Vegetative Merkmale
Die Öhrchen-Gänsekresse ist eine einjährige krautige Pflanze, die Wuchshöhen von meist 10 bis 30, manchmal bis zu 40 (3 bis 55) Zentimetern erreicht. Die oberirdischen Pflanzenteile sind mit lang gestielten, stets mit zwei oder mehreren Armen verzweigten Sternhaaren (Trichomen) besetzt; selten sind auch einfache Trichome dazwischen. Die Grundblätter verwelken während der Hauptblütezeit und es sind keine rosettigen Seitentriebe vorhanden. Jedes Pflanzenexemplar bildet einen bis wenige aufrechte, behaarte Stängel, die schlank, meist unverzweigt oder nur oberhalb ihrer Mitte verzweigt sind.
Die Laubblätter sind wechselstängig am Stängel angeordnet. Die Grundblätter sind nicht in Rosetten angeordnet und mit einer Länge von 2 bis 10 Millimetern kurz gestielt. Ihre Blattspreite ist bei einer Länge von 1 bis 2,5 (0,5 bis 3) Zentimetern sowie einer Breite von 3 bis 15 Millimetern spatelförmig, verkehrt-eiförmig oder länglich-eiförmig mit keilförmiger Basis, gezähntem oder fast leierförmigem, manchmal fast glattem Rand und stumpfem oder spitzem oberen Ende. Die 5 bis 15 Stängelblätter sind mehr oder weniger behaart und bewimpert und weisen einen herz- oder pfeilförmigen Grund mit zwei gerundeten, halbstängelumfassenden Öhrchen auf; sie sind klein gezähnt. Die mittleren Stängelblätter sind sitzend und liegen dem Stängel fast an. Ihre Blattspreite ist bei einer Länge von 1 bis 2 (0,5 bis 2,5) Zentimetern sowie einer Breite von 2 bis 10 Millimetern eiförmig, länglich oder elliptisch mit geöhrter oder stängelumfassender Basis, gezähntem oder glattem Rand.

### Generative Merkmale
Die Blütezeit der Öhrchen-Gänsekresse reicht in Mitteleuropa von April bis Mitte Mai, in Xinjiang reicht die Blütezeit von März bis Juni. Der traubige Blütenstand enthält mehrere Blüten. Es sind keine Tragblätter vorhanden.
Die zwittrige Blüte ist vierzählig mit doppelter Blütenhülle. Die vier weiß hautrandigen Kelchblätter sind bei einer Länge von 1 bis 2 Millimetern sowie einer Breite von 0,4 bis 0,5 Millimetern länglich oder länglich-eiförmig und kahl oder mit Sternhaaren besetzt. Die vier weißen Kronblätter sind bei einer Länge von 2 bis, meist 3 bis 4 Millimetern sowie einer Breite von 0,4 bis 0,7 selten bis zu 1 Millimetern schmal-verkehrt-lanzettlich mit stumpfem oberen Ende. Die längeren Staubblätter sind 2,5 bis 3 Millimeter lang. Die Staubfäden sind 2 bis 3 Millimeter lang. Die Staubbeutel sind bei einer Länge von 0,2 bis 0,3 Millimetern eiförmig. Der oberständige Fruchtknoten enthält 16 bis 50 Samenanlagen.
Die Fruchtstandsachse ist hin- und hergebogen. Der flaumig behaarte bis kahle, relativ dicke Fruchtstiel ist 1 bis 3, selten bis zu 5 Millimeter lang und halb bis ungefähr so breit wie die Frucht. Die Schoten stehen schief oder aufrecht von der Fruchtstandsachse ab. Die geraden oder etwas gekrümmten Schoten sind bei einer Länge von selten 1 bis meist 20 bis 50 Millimetern sowie einem Durchmesser von 0,6 bis 1, selten bis zu 1,2 Millimetern mehr oder weniger stark abgeflacht. Die Fruchtklappen besitzen einen deutlich erkennbaren Mittelnerv und sind kahl oder behaart. In der Schote sind die Samen in einer Reihe angeordnet. Die braunen, glatten Samen sind bei einer Länge von 0,7 bis 1 Millimetern sowie einer Breite von 0,4 bis 0,6 Millimetern länglich und ungeflügelt. Auf der Frucht ist der Griffel 0,1 bis 0,4 Millimeter lang.

### Chromosomensatz
Die Chromosomengrundzahl beträgt x = 8; es liegt Diploidie mit einer Chromosomenzahl von 2n = 16 vor.

## Ökologie
Bei der Öhrchen-Gänsekresse handelt es sich um einen Therophyten.

## Vorkommen und Gefährdung
Die Öhrchen-Gänsekresse ist in fast ganz Kontinentaleuropa außer in Nord- und Teilen Osteuropas heimisch. Auf den Kanarischen Inseln ist ihre Ursprünglichkeit zweifelhaft. In Europa gibt es Fundortangaben für Deutschland, Österreich, Liechtenstein, die Schweiz, Italien, Sardinien, Sizilien, Malta, Monaco, Frankreich, Andorra, Spanien, Gibraltar, Karpathos, Kreta, Griechenland, Rumänien, Bulgarien, Albanien, Montenegro, Tschechien, Ungarn, Polen, die Ukraine und die Krim. In der Flora of China 2001 erfolgen Fundortangaben für die zentralasiatischen Länder Kasachstan, Kirgisistan, Tadschikistan, Turkmenistan, Usbekistan sowie die chinesische Provinz Xinjiang; es wird auch Nordafrika erwähnt.
Die Öhrchen-Gänsekresse tritt öfters ins Frühlingsannuellenfluren auf. In Österreich tritt die Öhrchen-Gänsekresse im pannonischen Gebiet zerstreut, sonst nur sehr selten, auf lückigen Trockenrasen, felsigen Hängen, Böschungen und Erdanrissen in der collinen bis untermontanen Höhenstufe auf. Die Vorkommen beschränken sich auf die Bundesländer Wien, Niederösterreich und das Burgenland. Im westlichen Alpengebiet und im nördlichen Alpenvorland gilt die Öhrchen-Gänsekresse als „gefährdet“. In der Roten Liste der gefährdeten Pflanzenarten Deutschlands ist die Öhrchen-Gänsekresse in Kategorie 2 = „Stark gefährdet“ eingeordnet. In der Schweiz gilt die Öhrchen-Gänsekresse als „potentiell gefährdet“.
Die Öhrchen-Gänsekresse ist in Mitteleuropa eine Charakterart des Cerastietum pumili aus dem Verband Alysso-Sedion.
Die ökologischen Zeigerwerte nach Landolt et al. 2010 sind in der Schweiz: Feuchtezahl F = 1+ (trocken), Lichtzahl L = 4 (hell), Reaktionszahl R = 3 (schwach sauer bis neutral), Temperaturzahl T = 4+ (warm-kollin), Nährstoffzahl N = 2 (nährstoffarm), Kontinentalitätszahl K = 4 (subkontinental).

## Taxonomie
Die Erstveröffentlichung von Arabis auriculata erfolgte 1783 durch Jean-Baptiste de Lamarck in Jean-Baptiste de Lamarck und Poiret: Encyclopedie Méthodique. Botanique ... Band 1, S. 219. Synonyme für Arabis auriculata Lam. sind: Arabis aspera All., Arabis cadmea Boiss., Arabis dasycarpa Andrz. ex DC., Arabis malinvaldiana Rouy & Coincy, Arabis patula (Ehrh.) J.A.Weinm., Arabis recta Vill., Arabis recta var. dasycarpa (Andrz. ex DC.) Breistr., Arabis rigida Wallr., Arabis sinaica Boiss., Sisymbrium sewerzowii Regel, Stenophragma sewerzowi (Regel) B.Fedtsch., Turritis auriculata (Lam.) Fourr., Turritis patula Ehrh., Arabis auriculata var. malinvaldiana (Rouy & De Coincy) Batt., Arabis auriculata var. sinaica (Boiss.) Boiss.